# Joseph Lodewijk Theodorus van Alebeek
Joseph Lodewijk Theodorus van Alebeek ('s-Hertogenbosch, 23 maart 1916 - Heumen, 13 mei 1990) was een Engelandvaarder tijdens de Tweede Wereldoorlog. In Londen werd hij opgeleid tot agent bij het Bureau Inlichtingen (BI). Het BI werkte nauw samen met de Engelse Secret Intelligence Service (SIS).

## Terug naar Nederland
Na zijn opleiding tot radiotelegrafist/codist werd hij in de nacht van 8 op 9 oktober 1943 samen met de agent Willem Jan Hubertus Schreinemachers (1910 – 1987) in de omgeving van Malden, boven Gelderland, geparachuteerd. Van Alebeek was voorbestemd om na zijn parachutering deel uit te gaan maken van de Zendgroep Barbara. Hij had de opdracht om als radiotelegrafist het radiocontact tussen de Ordedienst (OD) en het BI en de Nederlandse regering in Londen te gaan verzorgen. Tijdens de radiocontacten met het BI zou hij gebruik gaan maken van de codenamen Bol, van den Bosch, P. de Leeuw. In "het veld" zou hij de schuilnaam J.L.Bastiaanse gebruiken.

## De nachtmerrie van een militaire parachutist in oorlogstijd
De agenten beleefden de nachtmerrie van iedere militaire parachutist in oorlogstijd. In de nacht van de landing was het volle maan. Juist die nacht hadden de Duitse legereenheden de omgeving van Malden uitgekozen om een gecombineerde oefening met cavalerie- en infanterie-eenheden te houden. Bij het Bureau Inlichtingen was deze concentratie van Duitse troepen in de omgeving van Malden niet bekend. Indien men op tijd op de hoogte was gesteld had het BI in Londen voor een ander afwerpterrein kunnen kiezen. De agenten en hun uitrusting werden afgeworpen. De Duitse militairen die aan de oefening deelnamen, sloegen vol verbazing de landing van de drie parachutes, met daaraan twee parachutisten en een container, gade. Wim Schreinemachers kwam aan de rand van een weiland veilig op de grond terecht. Jos van Alebeek landde aan de rand van de bebouwde kom. Alsof de tegenslag niet voldoende was, bleef zijn parachute aan het dak van een huis hangen. Hij kon zich losmaken en sloeg op de vlucht. Ook Schreinemachers maakte zich snel uit de voeten. De Duitse soldaten ondernamen niets. Mogelijk verkeerden ze in de veronderstelling dat de landing van de parachutisten bij de oefening hoorde.

## Einde opdracht
Gezien de aanwezigheid van de Duitse troepen was het niet mogelijk om de container met daarin hun uitrusting en zendapparatuur te bergen. De agenten brachten zich in veiligheid. Jos van Alebeek dook onder. Wim Schreinemachers reisde onmiddellijk door naar Eindhoven. Jos van Alebeek probeerde via een contactadres in Escharen contact te leggen met de agent Garrelt van Borssum Buisman, de organisator en de leider van de Zendgroep Barbara, hetgeen mislukte. Ook lukte het hem niet om een radiozender van een van zijn collega's in handen te krijgen. Volgens de leiding van het BI ontplooide hij zich onvoldoende om voor het BI nog van enig nut te zijn. De container met daarin de zendontvangers en het zendplan vielen in handen van de Duitsers. In Den Haag werd door de dienst van Joseph Schreieder geprobeerd om via deze radiozenders en het zendplan een nieuw contraspionagespel te spelen. Hetgeen mislukte. 
Jos van Alebeek sloot zich bij het plaatselijk verzet aan om zich nog enigszins nuttig te kunnen maken. Op 5 december 1944 werd hij door de Sicherheitsdienst (SD) gearresteerd. Hij werd vrijgelaten in april 1945. Na de bevrijding van Nederland meldde hij zich terug bij het Bureau Inlichtingen in Eindhoven.